# After the hurricane - greatest hits & more
After the hurricane - greatest hits & more is een studioalbum van Ilse DeLange. Het album is het dertiende album van DeLange. Het bevat 19 liedjes en is een compilatie van DeLanges vijftien grootste hits met vier nieuwe liedjes, waaronder de single Blue Bittersweet, de titelsong van de Eyeworks speelfilm Het Diner. De speelfilm is een bewerking van de bestseller van Herman Koch. Het album werd uitgebracht op 25 oktober 2013.
Het album is Platina en heeft ruim 10 weken in de top-10 gestaan.

## Tracklist
| Nr. | Titel                                                                         | Duur |
| --- | ----------------------------------------------------------------------------- | ---- |
| 1.  | I'm Not So Tough (Robert Ellis Orrall, Hillary Lindsey, Bruce Bouton)         | 4:29 |
| 2.  | World of Hurt (Beth Nielsen Chapman)                                          | 3:57 |
| 3.  | Livin' on Love (Craig Fuller, Gary Nicholson)                                 | 4:32 |
| 4.  | I Still Cry (Julie Miller)                                                    | 4:38 |
| 5.  | The Great Escape (Ilse DeLange, Patrick Leonard)                              | 4:00 |
| 6.  | The Lonely One (Ilse DeLange, Patrick Leonard)                                | 3:48 |
| 7.  | So incredible (Ilse DeLange, Nate Campany)                                    | 2:58 |
| 8.  | Miracle (Ilse DeLange, Sacha Skarbek)                                         | 4:30 |
| 9.  | Puzzle Me (Ilse DeLange, Nate Campany, Robin Mortensen Lynch, Niklas Olovson) | 3:36 |
| 10. | We're Alright (Ilse DeLange, Luke Potashnick, Sacha Skarbek)                  | 3:55 |
| 11. | Next to me (Ilse DeLange, Nate Campany, Macho Psycho)                         | 3:54 |
| 12. | Carousel (Ilse DeLange, Sacha Skarbek, Luke Potashnick)                       | 3:40 |
| 13. | Hurricane (Ilse DeLange, Sacha Skarbek, James Walsh)                          | 3:47 |
| 14. | Winter of Love (Ilse DeLange, Rob Crosby)                                     | 3:55 |
| 15. | We Are One (Ilse DeLange, Nate Campany, Matthew Wilder)                       | 4:05 |
| 16. | Blue Bittersweet (Ilse DeLange, Patrick Leonard)                              | 4:28 |
| 17. | Turn Around (Ilse DeLange, James Walsh, Sacha Skarbek, Luke Potashnik)        | 4:11 |
| 18. | When It's You (Ilse DeLange, Rob Crosby)                                      | 3:51 |
| 19. | I'll Know (Ilse DeLange, Shelly Lenna Bauerly, Rob Crosby)                    | 3:44 |